# ISO 3166-2:TD
ISO 3166-2: TD — стандарт ISO, який визначає геокоди для країни Чад, є частиною стандарту ISO 3166-2. Перша частина коду — код ISO 3166 для Чаду (TD), друга частина — дво- або трилітерний код регіону.

## Коди
| Код    | Регіон               |
| ------ | -------------------- |
| TD-BA  | Батха                |
| TD-BET | Борку-Еннеді-Тібесті |
| TD-CB  | Шарі-Багірмі         |
| TD-GR  | Гера                 |
| TD-HL  | Хаджер-Ламі          |
| TD-KA  | Канем                |
| TD-LC  | Лак                  |
| TD-LO  | Західний Логон       |
| TD-LR  | Східний Логон        |
| TD-MA  | Мандул               |
| TD-ME  | Східний Майо-Кебі    |
| TD-MO  | Західний Майо-Кебі   |
| TD-MC  | Середнє Шарі         |
| TD-ND  | Нджамена             |
| TD-OD  | Вадаї                |
| TD-SA  | Саламат              |
| TD-TA  | Танджиле             |
| TD-WF  | Ваді-Фіра            |